# Vilhelm Aubert
Vilhelm Aubert (* 7. Juni 1922; † 19. Juli 1988) war ein norwegischer Soziologe, der vor allem im Bereich der Rechtssoziologie und des abweichenden Verhaltens (Devianz) lehrte, forschte und publizierte. Aubert war Mitbegründer des Institutt for samfunnsforsking (ISF) („Institut für Gesellschaftsforschung“) in Oslo.

## Leben
Aubert studierte 1940 zunächst Rechtswissenschaft an der Universität Oslo. Er war während der Besetzung Norwegens im Zweiten Weltkrieg durch deutsche Truppen im Widerstand aktiv. Er gehörte der Organisation XU an. Nach seinem Abschluss studierte er ab 1946 Soziologie an der Columbia University in New York. Seine Promotion erfolgte 1954. Von 1963 an war er Professor für Soziologie an der Universität Oslo.

### Wirken
Seine Erfahrungen im Widerstand gingen später auch ins Konzept der versteckten Gesellschaft ein, das er 1965 im Aufsatz „Secrecy. The underground as a social system“ (in: The Hidden Society, S. 288–310; 331/2) veröffentlichte.
Als Sozialwissenschaftler vertrat Vilhelm Aubert einen institutionsbezogenen, dynamischen „funktionalistischen“ Ansatz und unterschied gegenstandsbezogen im wissenschaftsmethodologischen Sinn der Begriffsbestimmung („definitio per genus proximum et differentiam specificum“), etwa im genannten ‚Untergrundaufsatz‘, zwischen verschiedenen sinnhaften Bedeutungen derselben Handlung(en) und ihrer Sichtbarkeit von/nach innen und außen.
Eine damals beachtete Studie zur Soziologie des abweichenden Verhaltens war Vilhelm Auberts zuerst 1952 in den USA im „American Journal of Sociology“ erschienener Aufsatz zur Kriminalität der Mächtigen („White-Collar-Crime and Social Structure“), der seitdem oft nachgedruckt wurde (zum Beispiel in „White-Collar Crime. Offenses in Businesses, Politics, and the Professions“, hgg. von Gilbert Geis/Robert Meier, The Free Press, New York 1977).
Soweit erkennbar, gibt es, im Gegensatz zu anderen norwegischen Sozialwissenschaftlern wie etwa Stein Rokkan als vergleichendem Politikwissenschaftler (Bergen) oder Johan Galtung als internationalem Friedensforscher (Oslo), kaum deutschsprachige Beiträge über Vilhelm Aubert, dessen im Ausland – und auch in Deutschland – bekannterer älterer, traditionell geisteswissenschaftlich ausgerichteter und phänomenologisch arbeitender Kollege Arvid Brodersen (1904–1997) den jüngeren, empirisch arbeitenden und aufklärerische Gesellschaftsanalyse beanspruchenden Vilhelm Aubert in seinen allgemeinen Lebenserinnerungen „Aus meinem Nomadenleben“ („Fra et nomadeliv. Erindringer“; Oslo: Gyldendal nosk forlag, 1982, 364 pp.) nicht erwähnt, wohl aber in seinem unter dem Titel „Soziologie als Erlebnis“ erschienenen Bericht („Sosiologi som opplevelse“; Oslo: Universitetsforlaget, serie «Det Blå Bibliotek», 1994). Die wichtige Rolle Vilhelm Auberts und die dagegen weniger bedeutsame Funktion Arvid Brodersens als kosmopolitisch orientierter „konservativer Existenzialist“ (Rune Slagsstad) beim Institutionalisierungsprozess einer ‚Norsk sociologi‘ an der Universität Oslo wurde zuletzt in einem 2006 erschienenen fachgeschichtlichen Aufsatz von Gunn Elisabeth Birkelund angesprochen: “The genesis of Norwegian sociology: A story of failures and success”; Sociology Working Papers, Paper No. 2006-05, Department of Sociology, University of Oxford. Bereits in einem vorgehenden fachgeschichtlichen Beitrag zur Geschichte der Norsk sociologi und Vilhelm Auberts Anspruch, Soziologie als Aufklärungswissenschaft zur Stärkung des Rationalitätsgebots in öffentlichen Auseinandersetzungen zu profilieren, wurde Aubert als der Soziologe vorgestellt, der mehr als jeder andere zur Bestimmung und Entwicklung von Soziologie als einer breit angelegten Sozialwissenschaft in Norwegen nach dem Zweiten Weltkrieg beitrug (so Ragnvald Kalleberg, “The Most Important Task of Sociology is to Strengthen and Defend Rationality in Public Discourse”: On the Sociology of Vilhelm Aubert; in: Acta Sociologica, 2000, Bd. 43, H. 4, S. 399–411).

## Schriften (Auswahl)
- „Einige soziale Funktionen der Gesetzgebung“, in: Ernst E. Hirsch / Manfred Rehbinder (Hrsg.): Studien und Materialien zur Rechtssoziologie, 1967, S. 284–309
- Elements of sociology, New York: Charles Scribner’s Sons, 1967, (auch: London: Heinemann, 1969, ²1970)
- The hidden society, Totawa: The Bedminster Press, 1965; Neudruck, mit einer Einführung von Howard S. Becker, New Brunswick, N.J.: Transaction Books, 1983 (Social Science Classics Series)
- Penguin Modern Sociology Readings: Sociology Of Law (Harmondsworth:Penguin Books 024963, n. d.)
- In search of law: sociological approaches to law, Oxford: Martin Robertson, 1983
- Continuity and development in law and society, Oslo: Norwegian University Press, 1989